# Pteroplatus atroviolaceus
Pteroplatus atroviolaceus là một loài bọ cánh cứng trong họ Cerambycidae.